# 李元栄
李 元栄（イ・ウォニョン、이원영、李元榮、1992年5月8日 - ）は、韓国の囲碁棋士。議政府市出身、韓国棋院所属、権甲龍門下、九段。国手山脈杯国内トーナメント優勝、LG杯世界棋王戦ベスト8など。

## 経歴
2009年にアマチュアとして三星火災杯世界囲碁マスターズで予選を勝ち抜いて本戦出場、1回戦リーグ1勝2敗で敗退。同年初段。
2010年二段、2010年BCカード杯世界囲碁選手権出場、韓国囲碁リーグにハイト眞露チームで出場、中国囲棋乙級リーグに雲南省チームで出場。2012年三段、BCカード杯でベスト16。2013年四段、2014年五段。2015年天元戦ベスト4。2016年六段、七段。2017年LG杯ベスト8。2018年八段。2021年九段。2022年国手山脈杯国内トーナメントで棋戦初優勝、安東市白岩杯囲碁オープン最強戦準優勝。
韓国囲碁棋士ランキングでは2014、22年に16位。

### タイトル歴
- 全羅南道国手山脈国際囲碁大会国内トーナメント 2022年

### 他の成績
国際棋戦
- LG杯世界棋王戦 2017年(第22回) ベスト8

国内棋戦、その他
- 安東市白岩杯囲碁オープン最強戦 2022年 準優勝
- 韓国囲碁リーグ
  - 2010年（ハイト眞露）8-4
  - 2011年（ハイト眞露）7-5
  - 2012年（正官庄）8-9
  - 2013年（ネットマーブル）7-5
  - 2014年（正官庄）9-4
  - 2015年（華城市）3-12
  - 2016年（BGFリテールCU）8-8
  - 2017年（ポスコケムテク）10-6
  - 2018年（ポスコケムテク）8-6
  - 2020-21年（囲碁メッカ議政府）8-6
  - 2021-22年（囲碁メッカ議政府）9-7
  - 2022-23年（囲碁メッカ議政府）

- 中国囲棋乙級リーグ
  - 2010年（雲南維和薬業）4-3
  - 2011年（雲南開遠）5-2
  - 2012年（雲南金聖担保）4-3
  - 2013年（雲南建工）3-4
  - 2014年（徳州長河永和囲棋倶楽部）